# Pouvoir démocratique social
Poder Democrático Social (PODEMOS) était un parti politique bolivien, fondé en 2005 à La Paz, et dirigé par l'ancien président Jorge Quiroga, pour se présenter à l'élection présidentielle de la même année.
Le parti était membre associé de l'Union démocrate internationale.

## Historique
Podemos est issu de la fusion de l'Action démocratique nationaliste (ADN), le parti créé en 1979 par l'ancien président Hugo Banzer, que Jorge Quiroga dirigeait depuis la mort de son fondateur en 2002, avec des militants dissidents du Mouvement de la gauche révolutionnaire (MIR), fondé en 1971 par la fusion de l'aile gauche du parti démocrate-chrétien de Bolivie et de l'aile radicale étudiante du Mouvement nationaliste révolutionnaire (MNR), dirigé au début par Jaime Paz Zamora[pas clair].